# 7RM HD
7RM HD é o segundo canal, em alta definição, da Radiotelevisión de la Region de Murcia (RTRM). Iniciou as suas emissões no dia 19 de Agosto de 2009, nos municípios onde já tinha ocorrido o apagão analógico na Região de Múrcia, mas desde o dia 23 de Abril de 2010, algumas semanas após o apagão analógico, o canal emite para toda a Região de Múrcia.
Foi o quarto canal de televisão espanhol a emitir em HD.